# Пливање на Летњим олимпијским играма 2020 — 200 м слободно за мушкарце
Пливачке трке у дисциплини 200 метара слободним стилом за мушкарце на Летњим олимпијским играма 2020. одржане су 25. јула (квалификације), 26. јула (полуфинала) и 27. јула (финале) 2021. у Олимпијском базену у Токију. Трка на 200 метара слободним стилом је по 16. пут била део званичног олимпијског програма од њеног званичног дебија 1900. године. 
Учестовало је 39 такмичара из 30 земаља, а само такмичење се одвијало у три дела који су чиниле квалификације, полуфинала и финале.
Титулу олимпијског победника освојио је Британац Томас Дин који је у финалу испливао и време новог националног рекорда у овој дисциплини од 1:44,22 минута. Сребрна медаља је припала још једном Британцу Данкану Скоту, док је бронзу освојио репрезентативац Бразила Фернандо Шефер. Српски репрезентативац Велимир Стјепановић је такмичење завршио на 16. месту у полуфиналу. 

## Освајачи медаља
|                 | Резултат |                   | Резултат |                      | Резултат |
|                 |          |                   |          |                      |          |
| Томас Дин (GBR) | 1:44,22  | Данкан Скот (GBR) | 1:44,26  | Фернандо Шефер (BRA) | 1:44,66  |

## Рекорди
Уочи почетка трка у овој дисциплини важили су следећи светски и олимпијски рекорди:
| Светски рекорд СР    | Паул Бидерман | 1:42,00 | Рим (Италија) | 28. јул 2009.    |
| Олимпијски рекорд ОР | Мајкл Фелпс   | 1:42,96 | Пекинг (Кина) | 12. август 2008. |

## Квалификационе норме
Квалификациона олимпијска норма за учешће у овој дисциплини је била 1:47,02 минута и сви пливачи који су у квалификационом периоду испливали трку у овом времену су се директно квалификовали. Свака појединачна земља је могла да пријави максимално два такмичара са испуњеном квалификационом нормом. Олимпијска Б норма или олимпијско селекционо време је износило 1:50,23 минута и преко њега је могао да се квалификује само по један пливач по држави. Један мањи део учесника је обезбедио свој наступ на ОИ преко специјалних позивница МОК-а и ФИНА-е.

## Резултати квалификација
Квалификационе трке на 20 метара слободним стилом су одржане у вечерњем делу програма 25. јула 2021. са почетком од 19:17 часова по локалном времену. У квалификацијама је наступило 39 пливача из 30 земаља. Пливало се у 5 квалификационих трка, а пласман у следећу рунду такмичења остварило је 16 пливача са најбољим временима квалификација.
| Плас. | Трка | Стаза | Пливач              | НОК                       | Време   | Нап.  |
| ----- | ---- | ----- | ------------------- | ------------------------- | ------- | ----- |
| 1.    | 3    | 5     | Хванг Сунву         | Јужна Кореја              | 1:44,62 | КВ НР |
| 2.    | 4    | 2     | Фернандо Шефер      | Бразил                    | 1:45,05 | КВ KР |
| 3.    | 3    | 4     | Томас Дин           | Уједињено Краљевство      | 1:45,24 | КВ    |
| 4.    | 2    | 1     | Давид Попович       | Румунија                  | 1:45,32 | КВ    |
| 5.    | 4    | 4     | Данкан Скот         | Уједињено Краљевство      | 1:45,37 | КВ    |
| 6.    | 4    | 5     | Мартин Маљутин      | Русија*                   | 1:45,50 | КВ    |
| 7.    | 3    | 7     | Стефано Бало        | Италија                   | 1:45,80 | КВ    |
| 8.    | 5    | 2     | Томас Нил           | Аустралија                | 1:45,81 | КВ    |
| 9.    | 5    | 4     | Данас Рапшис        | Литванија                 | 1:45,84 | КВ    |
| 10.   | 3    | 6     | Таунли Хас          | Сједињене Америчке Државе | 1:45,86 | КВ    |
| 11.   | 5    | 8     | Крегор Зирк         | Естонија                  | 1:46,10 | КВ НР |
| 12.   | 3    | 1     | Нандор Немет        | Мађарска                  | 1:46,19 | КВ    |
| 13.   | 5    | 3     | Киран Смит          | Сједињене Америчке Државе | 1:46,20 | КВ    |
| 14.   | 2    | 3     | Велимир Стјепановић | Србија                    | 1:46,26 | КВ    |
| 15.   | 3    | 2     | Антонио Ђаковић     | Швајцарска                | 1:46,37 | КВ    |
| 16.   | 4    | 1     | Стефано Ди Кола     | Италија                   | 1:46,67 | КВ    |
| 17.   | 5    | 5     | Кацухиро Мацумото   | Јапан                     | 1:46,69 | РСП   |
| 17.   | 5    | 7     | Лукас Мертенс       | Немачка                   | 1:46,69 | РСП   |
| 19.   | 2    | 5     | Јакоб Хајтман       | Немачка                   | 1:46,73 |       |
| 20.   | 4    | 8     | Жордан Потен        | Француска                 | 1:46,75 |       |
| 21.   | 4    | 3     | Ђи Синђе            | Кина                      | 1:46,86 |       |
| 22.   | 5    | 6     | Илајџа Винингтон    | Аустралија                | 1:46,99 |       |
| 23.   | 4    | 7     | Робин Хансон        | Шведска                   | 1:47,02 |       |
| 24.   | 3    | 3     | Иван Гирев          | Русија*                   | 1:47,11 |       |
| 24.   | 5    | 1     | Мурило Сартори      | Бразил                    | 1:47,11 |       |
| 26.   | 2    | 8     | Алексеј Санков      | Молдавија                 | 1:47,46 |       |
| 27.   | 2    | 4     | Денис Локтев        | Израел                    | 1:47,68 |       |
| 28.   | 3    | 8     | Жонатан Ази         | Француска                 | 1:47,75 |       |
| 29.   | 2    | 7     | Алекс Соберс        | Барбадос                  | 1:48,09 | НР    |
| 30.   | 4    | 6     | Доминик Козма       | Мађарска                  | 1:48,87 |       |
| 31.   | 1    | 6     | Димитриос Маркос    | Грчка                     | 1:49,16 |       |
| 32.   | 2    | 2     | Велсон Сим          | Малезија                  | 1:49,24 |       |
| 33.   | 1    | 5     | Микел Схредерс      | Аруба                     | 1:49,43 |       |
| 34.   | 2    | 6     | Батуралп Унлу       | Турска                    | 1:49,75 |       |
| 35.   | 1    | 3     | Хоакин Варгас       | Перу                      | 1:49,93 | НР    |
| 36.   | 1    | 2     | Моктар ел Јамани    | Јемен                     | 1:49,97 |       |
| 37.   | 1    | 4     | Весли Робертс       | Кукова Острва             | 1:50,41 |       |
| 38.   | 1    | 7     | Џејмс Фримен        | Боцвана                   | 1:52,87 |       |
| 39.   | 1    | 1     | Удај Хасуна         | Либија                    | 1:56,27 | НР    |

Распливавање за полуфинале
| Плас. | Стаза | Пливач            | НОК     | Време   | Нап. |
| ----- | ----- | ----------------- | ------- | ------- | ---- |
| 1.    | 4     | Кацухиро Мацумото | Јапан   | 1:46,06 | КВ   |
| 2.    | 5     | Лукас Мертенс     | Немачка | 1:46,40 |      |

## Резултати полуфинала
Полуфиналне трке су пливане 26. јула у јутарњем делу програма са почетком од 10:37 часова по локалном времену. Директан пласман у финале остварило је 8 пливаче са најбољих временима полуфинала.
| Плас. | Трка | Стаза | Пливачи             | НОК                       | Време   | Нап. |
| ----- | ---- | ----- | ------------------- | ------------------------- | ------- | ---- |
| 1.    | 2    | 3     | Данкан Скот         | Уједињено Краљевство      | 1:44,60 | КВ   |
| 2.    | 2    | 1     | Киран Смит          | Сједињене Америчке Државе | 1:45,07 | КВ   |
| 3.    | 2    | 2     | Данас Рапшис        | Литванија                 | 1:45,32 | КВ   |
| 4.    | 2    | 5     | Томас Дин           | Уједињено Краљевство      | 1:45,34 | КВ   |
| 5.    | 1    | 3     | Мартин Маљутин      | Русија*                   | 1:45,45 | КВ   |
| 6.    | 2    | 4     | Хванг Сунву         | Јужна Кореја              | 1:45,53 | КВ   |
| 7.    | 1    | 5     | Давид Попович       | Румунија                  | 1:45,68 | КВ   |
| 8.    | 1    | 4     | Фернандо Шефер      | Бразил                    | 1:45,71 | КВ   |
| 9.    | 1    | 6     | Томас Нил           | Аустралија                | 1:45,74 |      |
| 10.   | 2    | 6     | Стефано Бало        | Италија                   | 1:45,84 |      |
| 11.   | 2    | 8     | Антонио Ђаковић     | Швајцарска                | 1:45,92 |      |
| 12.   | 1    | 2     | Таунли Хас          | Сједињене Америчке Државе | 1:46,07 |      |
| 13.   | 2    | 7     | Крегор Зирк         | Естонија                  | 1:46,67 |      |
| 14.   | 1    | 8     | Стефано Ди Кола     | Италија                   | 1:47,19 |      |
| 15.   | 1    | 7     | Нандор Немет        | Мађарска                  | 1:47,20 |      |
| 16.   | 1    | 1     | Велимир Стјепановић | Србија                    | 1:47,62 |      |

## Резултати финала
Финална трка је пливане у 27. јула, у јутарњем делу програма са почетком од 10:43 часова по локалном времену.
| Плас. | Трка | Пливачи        | НОК                       | Време   | Нап.   |
| ----- | ---- | -------------- | ------------------------- | ------- | ------ |
|       | 6    | Томас Дин      | Уједињено Краљевство      | 1:44,22 | НР     |
|       | 4    | Данкан Скот    | Уједињено Краљевство      | 1:44,26 |        |
|       | 8    | Фернандо Шефер | Бразил                    | 1:44,66 | KР     |
| 4.    | 1    | Давид Попович  | Румунија                  | 1:44,68 | НР СЈР |
| 5.    | 2    | Мартин Маљутин | Русија*                   | 1:45,01 |        |
| 6.    | 5    | Киран Смит     | Сједињене Америчке Државе | 1:45,12 |        |
| 7.    | 7    | Хванг Сунву    | Јужна Кореја              | 1:45,26 |        |
| 8.    | 3    | Данас Рапшис   | Литванија                 | 1:45,78 |        |